# Wladimir von Hartlieb
Wladimir Freiherr von Hartlieb (eigentlich Wladimir Freiherr von Wallthor; geboren am 19. Februar 1887 in Görz, Österreich-Ungarn; gestorben am 2. September 1951 in Werfen) war ein österreichischer Schriftsteller, Theaterkritiker und Mitglied des Spannkreises.

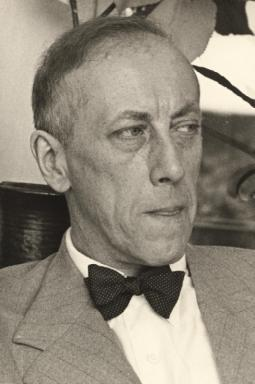
Wladimir von Hartlieb im Jahr 1941

## Leben
Wladimir Freiherr von Wallthor war der Sohn des österreichisch-ungarischen Generalmajors Moritz Leopold Hartlieb Freiherr von Wallthor (1852–1936) und dessen Ehefrau, der Italienerin Gisella Anna Maria Hartlieb Freiin von Wallthor, geborene Florio (1859–1927). Er verbrachte seine Kindheit in verschiedenen Garnisonsorten.
Um 1898 kam er nach Wien, wo er das Theresianum besuchte und anschließend Rechtswissenschaften an der Universität Wien studierte. 1910 wurde er dort promoviert.
Nach einer kurzen Anstellung im Staatsdienst lebte er als freier Schriftsteller und Journalist in Wien, schrieb Theaterkritiken für das Neue Wiener Tageblatt und unternahm zahlreiche Reisen durch Europa. 1917 erhielt er den Bauernfeld-Preis. Nach dem Adelsaufhebungsgesetz 1919 verwendete er das Pseudonym Wladimir Freiherr von Hartlieb.
Er zählte zu den sogenannten „nationalen Autoren“ und trat 1933 für den Anschluss Österreichs an das Deutsche Reich ein. Er war ein Anhänger von Othmar Spann, einem der Wegbereiter des Austrofaschismus und Theoretiker des Ständestaats, und veröffentlichte als Mitglied des „Spannkreises“ ab 1934 in dessen Zeitschrift Ständisches Leben. Von 1934/1935 bis 1936/1937 war er Redakteur der dem Spannkreis anfangs nahestehenden Zeitschrift Der Augarten.
Hartlieb war mehrfach verheiratet. In erster Ehe von 1913 bis 1922 mit Theodora Panitza (1886–1981), in zweiter Ehe mit Emma Schnepp, geborene Singer (1888–1943). 1932 wurde diese Ehe für ungültig erklärt. 1933 heiratete er Berta Camilla Nussbaum, genannt „Milla“ (1879–1942, ab 1928 Namensänderung in Hazay). Sie war die Tochter eines jüdischen Schneiders, weshalb Hartlieb sich von ihr 1938 einvernehmlich scheiden ließ. Am 22. Juli 1942 wurde die Geschiedene deportiert und im gleichen Jahr im KZ Theresienstadt ermordet. Ihr Schicksal wurde 2006 von Friederika Richter, der Lebensgefährtin eines Neffen Hartliebs, in einer Biografie aufgearbeitet (Berta Camilla Sara von Hartlieb. Eine außergewöhnliche Wiener Jüdin und Wladimir von Hartlieb). 
Da auch seine zweite Frau jüdischer Herkunft war, erhielt Hartlieb zunächst Schreibverbot, konnte dann aber doch Mitglied der Reichsschrifttumskammer werden, einen Antrag auf Mitgliedschaft in der NSDAP zog er selbst zurück und ging nach 1941 zunehmend auf Distanz zum Nationalsozialismus. 1941 heiratete er in vierter Ehe die Malerin und Fotografin Maria Klinger, genannt „Zimse“ (1889–1976), die zum weiteren Spannkreis gehörte und eine gemeinsame Freundin von Hartlieb und Milla war. Deren Vermögen sicherte Hartlieb in der Zeit nach dem Ende des Dritten Reiches materiell ab.
In diesen Jahren wandte Hartlieb sich den Lehren Theodor Haeckers und dem religiösen Essay (Zur Frage, ob Gott ist 1951) zu, blieb aber weiter dem Spannkreis verbunden und veröffentlichte in dessen Reihe Stifterbibliothek.
In seinen politischen Schriften zeigt er sich noch 1939 dem Nationalsozialismus nahestehend (Parole: Das Reich). Grundlage war eine kulturpessimistische, von katholischem Konservativismus geprägte Haltung, was sich auch in seinen „Satiren gegen die Linke Europas“ (Ich habe gelacht 1933) und in der „Heldenphantasie“ Friedericus Rex (1935), in der er den geschichtsmächtigen Führer propagierte. In seiner Lyrik orientierte er sich an klassischen Formen wie dem Sonett, seine Theaterstücke blieben erfolglos.
Hartlieb starb 1951. Sein Nachlass befindet sich in der Österreichischen Nationalbibliothek.

## Auszeichnungen
- 1917: Bauernfeld-Preis

## Werke
- Die Stadt im Abend. Gedichte. Wien 1910.
- Herbert. Ein Gedicht. Wien & Leipzig 1912.
- Noel. Ein dramatisches Gedicht. Wien 1912.
- Anima candida. Gedichte. Wien 1913.
- Gott fordert dich. Gedichte. Wien & Leipzig 1913.
- Myron und Theodora. Der Fremdling. Hohe Liebe. Wien & Leipzig 1914.
- Silvio. Dramatische Dichtung. Wien & Leipzig 1915.
- König David. Ein Drama in fünf Aufzügen. Leipzig & Wien 1917.
- Du. Gedichte. Berlin 1918.
- Roxane. Ein Trauerspiel in fünf Aufzügen. Leipzig & Wien 1918.
- 300 Epigramme. Wien 1920.
- Chaos. Eine Farce. Wien 1920.
- Scherben. Ein satirisches Gedicht. Wien 1921.
- Mächtiger Ruf. Gedichte. Wien 1921.
- Fortschritt ins Nichts. Kulturkritische Streifzüge durchs Dickicht der Zeit. Wien u. a. 1924.
- Italien. Alte und neue Werte. Ein Reisetagebuch. München 1927.
- Das Antlitz der Provence. Wien 1929.
- Ich habe gelacht. Satiren gegen die Linke Europas. Berlin 1933.
- Fridericus Rex. Eine Heldenphantasie. Berlin u. a. 1935.
- Das Haus einer Kindheit. Roman. Wien 1936.
- Parole: Das Reich. Eine historische Darstellung der politischen Entwicklung in Österreich von März 1933 bis März 1938. Wien & Leipzig 1939.
- Geist und Maske. Erlebtes Theater. Burgtheaterkritiken. Wien & Köln 1950.
- Zur Frage, ob Gott ist. Wien & Salzburg 1951.
- Spuren des Lebens. Gedichte. Wien 1952.
- Das Christentum und die Gegenwart. München & Salzburg 1953.
- Theodor Haecker als Polemiker und Satiriker. Einführung und Auslese. Essay. Angekündigt Salzburg 1952 (nicht erschienen).
- Die Werte wider den Untergang. Ein Vermächtnis des Dichters. Wien 1970.
- Die Frage nach Gott. Auswahl aus dem Nachlaß des Dichters. Wien 1971.

Übersetzungen:
- Französische Lyrik. Urtexte und Übertragungen. Salzburg 1954.

Herausgabe:
- Der Handschuh. Kulturkritische Zeitschrift. Wien 1926–1927, 12 Hefte, ZDB-ID 549939-2.

Vertonungen:
- Joseph Marx: Lied eines Mädchens. / A maiden's longing. Für mittlere Singstimme [und Klavier]. Englischer Text von John Bernhoff. Leipzig & Wien 1913.
- Joseph Marx: An einen Herbstwald. / To an autumn forest. Für mittlere Singstimme [und Klavier]. Englischer Text von John Bernhoff. Leipzig & Wien 1913.
- Bernhard Paumgartner: Im Freien. Sechs Gedichte von Wladimir Freiherr von Hartlieb für Gesang mit Klavierbegleitung, op. 4. Wien 1914.
- Paul Angerer: Die Vogelscheuche. Dürr am Weg, am Weg durchs Haberfeld … Für dreistimmigen Knaben-Chor. Wien & Wiesbaden 1956.
- Otto Siegl: Wort und Wunder. Als die Menschheit sich die Sprache schuf (1956). Kantate für Sopran und vier- bis achtstimmigen gemischten Chor mit Orchester. Wien & Wiesbaden 1956.